# Oidipus
För andra betydelser, se Oidipus (olika betydelser).

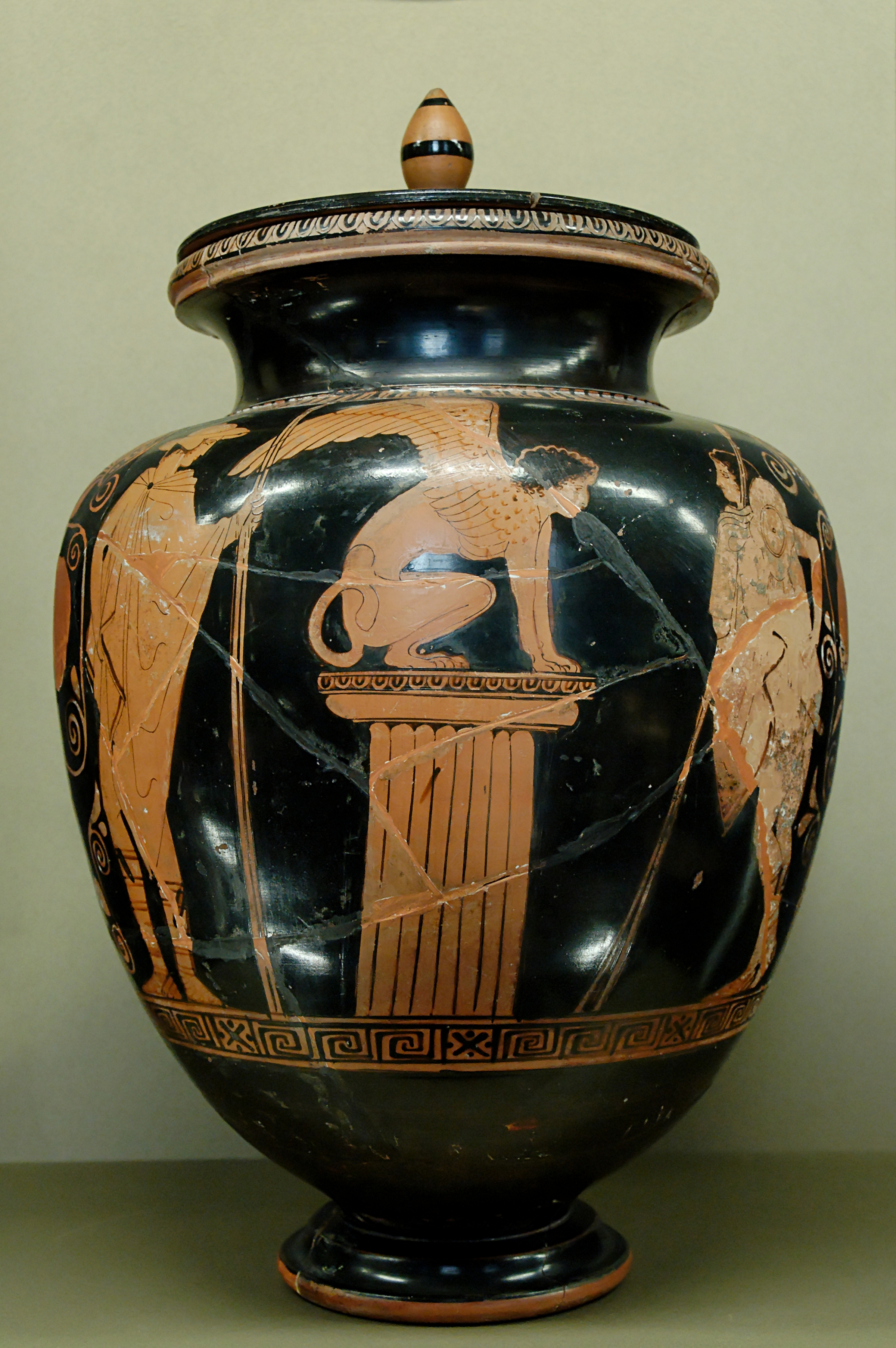
Oidipus med Sfinxen. Attisk stamnos från 400-talet f.Kr.

Oidipus (grekiska: Οἰδίπους, Oidípous = "med svullna fötter", på engelska och latin "Oedipus", på grekiska "Οιδίποδας" (klassisk "Οἰδίπους"), på franska "Œdipe") är en kung som förekommer i grekisk mytologi. Det mest kända verket om honom är Kung Oidipus av Sofokles.

## Handling
Kungaparet i Thebe får av ett orakel reda på att deras nyfödda son ska komma att döda sin far och gifta sig med sin mor. En herde anlitas därför till uppdraget att lämna honom att dö ute i vildmarken, långt ute i vildmarken lägger herden ner det lilla barnet och lämnar barnet att dö. En annan herde hittade barnet, och tog med det till sin kung Polybos i kungariket Korinth, som uppfostrar barnet som sin egen son. Oidipus blir en mycket bra fäktare och kan utan större ansträngning vinna över två av sina bästa lärare.
Oidipus får sedan även han reda på spådomen om att han ska mörda sin far och avla barn med sin mor. Men eftersom han inte vet att han är ett hittebarn flyr han från Korinth för att detta inte ska kunna hända.
I ett T-kors möter han en man med en stor vagn och två soldater bredvid sig. De börjar bråka om vem som har väjningsplikt vilket slutar med att Oidipus dödar mannen (som är hans far) och soldaterna.
Han fortsätter och kommer till staden Thebe som är belägrad av en sfinx. Denna äter upp alla som försöker ta sig ut ur staden, men kan besegras genom att någon svarar rätt på en gåta. Oidipus får en gåta som lyder: Vilket djur går på fyra ben på morgonen, två ben på dagen och tre ben på kvällen? Oidipus svarar att det är människan som kryper på alla fyra som liten, går upprätt som vuxen samt stöder sig på en käpp vid äldre dar. Han svarar rätt och sfinxen som aldrig trodde att någon skulle klara gåtan kastar sig ner för berget och dör.
När han kommer till Thebe gifter han sig sedan med drottningen Iokaste i Thebe och får fyra barn med henne. Kungen Laios har dödats av ett gäng stråtrövare för inte alltför länge sedan, ute på en resa.
Men staden har drabbats av en landsplåga, en sjukdom som drabbar både människor och djur. Oidipus står rådlös inför den och har skickat sin högra hand, Iokastes bror Kreon, till Oraklet i Delfi för att få veta vad han ska göra. Kreon återvänder med meddelandet att Oidipus måste straffa Laios mördare. Han rådfrågar en blind siare vid namn Teiresias om hur han ska hitta mördaren. Siaren vill först inget säga, men säger till slut att Oidipus inte kom som en främling till Thebe och att han själv är mördaren han söker. Oidipus hävdar att siaren ljuger och driver iväg honom.
Oidipus forskar i saken och får till slut reda på att det verkligen är han som har dödat Laios. Han får också veta vem han är, att Iokaste är hans mor och att han mördat sin egen far. Iokaste hänger sig när hon får reda på detta och Oidipus sticker ut sina ögon och flyr. Tronen överlämnar han till Kreon.

## Eftermäle
Oidipus har även gett namn åt Sigmund Freuds teori om Oidipuskomplexet.